# غنبتوك
غنبتوك (بالفارسية: گنبتوک) هي قرية تقع في قسم زيبد الريفي في إيران. يقدر عدد سكانها بـ 19 نسمة بحسب إحصاء 2016.